# White (Dakota du Sud)
Pour les articles homonymes, voir White.
White est une municipalité américaine située dans le comté de Brookings, dans l'État du Dakota du Sud.
La ville est fondée en 1884 sur les terres de W. H. White, à qui elle doit son nom.

## Démographie
| 1890 | 1900 | 1910 | 1920 | 1930 | 1940 |
| ---- | ---- | ---- | ---- | ---- | ---- |
| 137  | 454  | 468  | 594  | 533  | 559  |

| 1950 | 1960 | 1970 | 1980 | 1990 | 2000 |
| ---- | ---- | ---- | ---- | ---- | ---- |
| 525  | 417  | 418  | 474  | 536  | 530  |

| 2010 | - | - | - | - | - |
| ---- | - | - | - | - | - |
| 485  | - | - | - | - | - |

Selon le recensement de 2010, elle compte 485 habitants. La municipalité s'étend sur 0,99 milles carrés (2,56 km2).